# Gryllus staccato
Gryllus staccato (лат.) — вид прямокрылых насекомых из семейства сверчков. Эндемики Северной Америки.

## Распространение
Северная Америка. США: Аризона и окрестные пустыни в штатах Калифорния, Невада, Нью-Мексико, Юта. Мексика: штаты Sonora, Chihuahua, Sinaloa.

## Описание
Сверчки буровато-чёрного цвета (задние бёдра светлее). Отличаются от близких видов (Gryllus lineaticeps, Gryllus personatus, Gryllus multipulsator) особенностями морфологии (крупные и средние размеры тела, блестящий пронотум, короткий яйцеклад), ДНК и акустической коммуникации (пение громкое с уникальными для рода нерегулярными импульсами), местами обитания (пустынные биотопы с травами и кустарниками). Вид был впервые описан в 2019 году американскими энтомологами Дэвидом Вейссманом (David B. Weissman; Department of Entomology, Калифорнийская академия наук, Золотые ворота, Сан-Франциско, США) и Дэвидом Грэем (David A. Gray; Department of Biology, Университет штата Калифорния, Northridge, Калифорния). Видовое название staccato (Стаккато) связано с особенностями пения и означает «что-то резко прерывистое или разобщенное по качеству или характеру», которое описывает призывную песню большинства самцов.